# Pašková
Pašková este o comună slovacă, aflată în districtul Rožňava din regiunea Košice. Localitatea se află la altitudinea de 237 m deasupra n.m., se întinde pe o suprafață de 6,01 km2 și în 2017 număra 344 de locuitori.

## Istoric
Localitatea Pašková este atestată documentar din 1318.

## Demografie
| An:                | 1994 | 2004   | 2014    | 2024   |
| ------------------ | ---- | ------ | ------- | ------ |
| Număr de persoane: | 274  | 286    | 340     | 335    |
| Diferență:         |      | +4,37% | +18,88% | −1,47% |

| An:                | 2023 | 2024   |
| ------------------ | ---- | ------ |
| Număr de persoane: | 339  | 335    |
| Diferență:         |      | −1,17% |